# Societate tradițională
Societatea tradițională este aceea care se bazează pe tradițiile membrilor acelei societăți. Tradițiile sunt în primul rand de natura culturală, lingvistică, socială, economică și religioasă. 
Societatea tradițională a fost adesea pusă în opoziție cu mai moderna societate industrială.  sau mai corect spus societățile moderne s-au pus în opoziție cu societatea tradițională având în vedere faptul că societatea tradițională a fost înaintea celei moderne iar această primă societate nu se putea pune în opoziție cu ceva care nu exista la vremea respectivă. În momentul apariției societăților moderne acestea datorită noilor concepte promovate s-au declarat împotriva obiceiurilor și tradițiilor societăților vechi existente in vederea racolării de noi adepți si membrii.
Sunt diferite forme de organizare a unei societăți în funcție de anumiți factori.